# 羅時豐
羅時豐（1968年7月22日—），台灣男歌手、演員、主持人及YouTuber，2001年第12屆金曲獎最佳方言男演唱人獎，也曾經入圍2004年第17屆金曲獎最佳台語男演唱人獎與2006年第15屆金曲獎最佳台語男演唱人獎。他以斯斯感冒膠囊的廣告爆紅。

## 生平
羅時豐出生於苗栗縣三義鄉，家中排行第三，上有二兄，下有一妹。小學就讀於苗栗縣三義鄉建中國民小學，中學則是苗栗縣立三義國中，中學畢業後在父親建議下進入苗栗當地的建台中學汽修科就讀，升上高中二年級的暑假受到台中藝工隊的隊長邀請當僱員，一起玩了兩個月，因為對方和台中縣私立青年高級中學校長熟識，而推薦轉學至青年中學音樂班就讀。
羅時豐到青年中學時是高二，學校規定二年級每班都要舉行大型的表演活動，並邀請唱片公司和專業人士做評比，在表演活動結束後羅時豐和其他六個同學被唱片公司相中簽了一個簡易合約，準備發行學生合輯。但遲遲等不到錄音，後收到通知希望七人參加台視歌唱競賽節目《綜藝金榜》。1985年，年僅17歲的羅時豐在《綜藝金榜》一炮而紅，獲得冠軍（連續八週獲得第一名，十週內拿下九次第一名（第九週敗給方文琳拿下第二），獲得冠軍。
羅時豐陸續收到各大唱片公司邀請，最終選擇簽約飛羚唱片，從此踏入歌壇。羅時豐早期以唱歌為主，出道時主要演唱國語歌曲。1986年，馬來西亞瑞華唱片李茂山發行的第三張專輯當中歌曲，與林淑容合唱的《無言的結局》在華人圈大受歡迎，紅透包括星馬、中國、香港、印尼等地，但在台灣，李茂山及林淑容分屬光美唱片、飛羚唱片，無法發行兩人對唱版本，飛羚唱片因而讓羅時豐與林淑容合唱並收錄在林淑容的專輯中，徹底打開羅時豐的知名度。 因應《無言的結局》大受歡迎，瑞華唱片於1986年推出該曲續作《另一個結局》，同由劉明瑞作曲，並由流真填詞，由林淑容、羅時豐合唱。 1991年2月17日，在香港電台假香港體育館舉辦的第十三屆十大中文金曲頒獎音樂會上，《無言的結局》一曲獲頒「最受歡迎卡拉OK歌曲獎」，由羅時豐、林淑容及瑞華唱片公司代表上台領獎，並由香港著名影星蕭芳芳頒獎。羅林二人其後合唱《無言的結局》。
1986年，羅時豐發行第一張國語專輯《善變的臉》，銷售成績極佳，陸續發行了四十幾張華語及閩南語之個人專輯，可是因為歌迷反應，以台語專輯為主。於1999年被爆扯入小模自殺事件。2000年代之後，羅時豐的唱片作品量銳減，將重心轉向參演電視劇與主持節目。
曾經在三立台灣台的《台灣龍捲風》及公共電視台的《別再叫我外籍新娘》等等電視劇中演出。目前羅時豐也主持客家電視台歌唱競賽節目《鬧熱打擂台》，並擔任客家電視台部分電視劇製作人。
2013年6月16日，羅時豐及林淑容獲香港無綫電視邀請，亮相於翡翠台播出的流行音樂節目《勁歌金曲》，合唱《無言的結局》。 2014年10月31日，香港環星音樂為二人假灣仔伊利沙伯體育館舉辦一場「林淑容 羅時豐 無言的結局真經典演唱會」，全場爆滿，二人並於演唱會上合唱《無言的結局》及《另一個結局》等二十多首經典金曲。
2017年加入海蝶音樂，發行全新國語專輯《是不是老了》。
2020年4月發行全新國語專輯《體驗》。
2020年3月13日，創立YouTube頻道《羅時豐D.L 不務正YA》
2022年7月2日，擔任第33屆金曲獎頒獎典禮主持人。
2024年8月9日，YouTube頻道《羅時豐D.L 不務正YA》發布公告稱因轉換管理團隊，礙於法律規範因素不得轉讓使用。並於同月11日下架該頻道內所有影片，因為版權等問題，連同臉書粉絲專頁、IG、TikTok等平台的貼文和影片也已經全數清空。
2024年11月9日，羅時豐和原《羅時豐D.L 不務正YA》團隊及外甥謝毅宏、吳秉辰合作新YouTube頻道「大牛比較攬」。

## 綽號
羅時豐有「大牛」的外號；他在1990年3月2日播出的《連環泡》第1097集中被主持人之一方芳問道「為何有此綽號」時，曾表示會有此綽號是因為一次在華視的綜藝節目雙星報喜（在還是巴戈、鄒美儀主持的時期）中參與了《戲鳳》的演出，在裡頭就是扮演女主角鳳姊的兄長「大牛」，結果大牛就變成他的外號了。
1991年6月，台視播出晚間十點檔喜劇《歡樂英雄》並飾演「江大牛」一角，同劇主要演員有吳岱融、沈孟生、惠英紅、蕭薔、曾江和胡鈞主演，製作人胡錦。
2019年起，經營YouTube頻道《羅時豐D.L 不務正YA》，由於團隊在影片中稱他為姑丈，因此也被網友暱稱為「姑丈」或者「國民姑丈」。

## 音樂作品

### 音樂專輯
| 發行日期   | 專輯名稱              | 唱片公司     | 曲 目 |
| ---------- | --------------------- | ------------ | --- |
| 1986年8月  | 善變的臉              | 飛羚唱片     | 曲目 1. 善變的臉 2. 另一個結局（feat.林雅慧） 3. 再一次 4. 南下列車 5. 也是夏天 6. 少林弟子 7. 雨淚 8. 你說過 9. 廝守 10. 遊子的心 |
| 1987年1月  | 顫抖的傷痛            | 飛羚唱片     | 曲目 1. 顫抖的傷痛 2. 今夜我敬你 3. 請聽我說起 4. 你在等誰 5. 雨中有淚 6. 就當我是陌生人 7. 相逢夕陽下 8. 水手的心聲 9. 真情要珍惜 10. 默許 |
| 1987年6月  | 一生一世的愛          | 飛羚唱片     | 曲目 1. 一生一世的愛 2. 過客 3. 淚水藏心中 4. 輕輕對我說 5. 怎能輕易說再見 6. 靈山神箭 7. 也許我應該 8. 相思在夜裡 9. 記得我 10. 再次出擊 |
| 1987年8月  | 羅時豐 精選輯         | 飛羚唱片     | 曲目 1. 另一個結局（feat.林雅慧） 2. 今夜我敬你 3. 善變的臉 4. 顫抖的傷痛 5. 就當我是陌生人 6. 你說過 7. 再一次 8. 南下列車 9. 也是夏天 10. 少林弟子 11. 雨淚 12. 請聽我說起 13. 你在等誰 14. 相逢夕陽下 15. 真情要珍惜 16. 默許 |
| 1987年11月 | 等一次來訪的春雨      | 飛羚唱片     | 曲目 1. 等一次來訪的春雨 2. 心碎的抱歉（feat.張秀卿） 3. 風中的沉默 4. 曾經為你 5. 承諾只有一個 6. 傷心的列車 7. 我看不見你 8. 冷冷的雙手 9. 我依然祝福你 10. 珍重我的愛（feat.張秀卿） |
| 1988年5月  | 昔日的戀歌            | 飛羚唱片     | 曲目 1. 再三誤解 2. 收不回的愛 3. 留戀什路用 4. 為何欺騙我 5. 講什麽山盟海誓 6. 乾一杯 7. 今夜又擱塊落雨 8. 昔日的戀歌 9. 褪色的戀情 10. 風飛沙 11. 錯誤的愛 12. 再三誤解（卡拉） |
| 1988年8月  | 今生沒有緣            | 飛羚唱片     | 曲目 1. 今生沒有緣 2. 換 3. 讓時間慢慢的過 4. 僅此一次的錯 5. 最遠的路 6. 原來的妳 7. 給你 8. 親愛的妳別哭 9. 點燃全部的希望 10. 台南擔仔麵 |
| 1989年1月  | 買醉                  | 飛羚唱片     | 曲目 1. 買醉 2. 最後的談判 3. 悲戀的公路 4. 台北的半暝 5. 愛情親像塊搬戲 6. 愛的呼聲 7. 男性的氣慨 8. 斗陣久才知 9. 你心肝卡硬鐵 10. 期待的心情 11. 你要保重你自己 12. 買醉（卡拉） |
| 1989年4月  | 月圓時                | 飛羚唱片     | 曲目 1. 月圓時 2. 今夜又擱為你醉 3. 懷念的播音員 4. 為情吐大悸 5. 何時再相會 6. 踢著鐵板 7. 異鄉遊子 8. 澎湖菜瓜 - 雜唸 9. 男子漢 10. 心所愛的人 11. 命運註定咱離開 12. 港都好男兒 |
| 1989年     | 國語老歌8             | 飛羚唱片     | 曲目 1. 夜空 2. 你曾經愛過我 3. 請你放開我 4. 教我認識你 5. 不如歸去 6. 心影 7. 我沒有騙你 8. 誰來愛我 9. 恨你不回頭 10. 愛你愛在心坎裡 11. 有真情有活力 12. 溫暖的秋天 |
| 1989年     | 國語老歌9             | 飛羚唱片     | 曲目 1. 萍水相逢的人 2. 浪子淚 3. 幾時再回頭 4. 人兒不能留 5. 告訴你愛的時候 6. 淚的小雨 7. 負心的人 8. 往日的痕跡 9. 把愛情收回來 10. 喝采 11. 襟裳岬 12. 誰能禁止我的愛 |
| 1989年     | 蛻變的羅時豐          | 瑞華唱片     | 曲目 1. 顫抖的傷痛 2. 善變的臉 3. 淚水藏心中 4. 怎能輕易說再見 5. 一生一世的愛 6. 過客 7. 輕輕對我說 8. 就當我是陌生人 9. 妳說過 10. 另一個結局（feat.林雅慧） 11. 等一次來訪的春雨 12. 請聽我說起 13. 原來的妳 14. 台南擔仔麵 15. 讓時間慢慢的過 16. 點燃全部的愛 |
| 1990年     | 男兒本色              | 飛羚唱片     | 曲目 1. 港邊是男性傷心的所在 2. 男兒本色 3. 臺北上午零時 4. 無情之夢 5. 哀愁的風雨橋 6. 思戀 7. 今夜我要醉 8. 再會 ! 夜都市 9. 離別之夜 10. 風雨的人生路 11. 飄浪的人生 12. 姿三四郎 |
| 1990年12月 | 羅時豐與10個女人I     | 飛羚唱片     | 曲目 1. 孤愁人（feat.曹茵茵） 2. 只有孤單陪伴我（feat.藍心湄） 3. 期待三年後（feat.楊貴媚） 4. 未了情（feat.林淑娟） 5. 有力的關懷（feat.Genie） 6. 愛的腳步聲（feat.張秀卿） 7. 情字這條路（feat.狄鶯） 8. 針線情（feat.周思潔） 9. 澎湖菜瓜（feat.馬妞） 10. 行船人的愛（feat.王淑貞） |
| 1991年2月  | 男性的氣魄            | 飛羚唱片     | 曲目 1. 男性的氣魄 2. 漂泊的男子漢 3. 紅與黑的勃魯斯 4. 何時再相會 5. 素蘭小姐會出嫁 6. 男子漢 7. 再會夜都市 8. 台北發的尾班車 9. 離別之夜 10. 心所愛的人 11. 思慕的人 12. 噢!媽媽 |
| 1991年5月  | 羅時豐與10個女人II    | 飛羚唱片     | 曲目 1. 為何你愛著別人（feat.陳美鳳） 2. 西北雨請你慢且落（feat.李芳雯） 3. 懷念的探戈（feat.陳淑麗） 4. 情話綿綿（feat.秦晴） 5. 為你唱一首歌（feat.易淑寬） 6. 攏是為著你啦（feat.曹茵茵） 7. 為你犧牲為你茫（feat.陳思安） 8. 舞伴（feat.張秀卿） 9. 愛的小路（feat.張玉容） 10. 心情（feat.胡嘉玲） |
| 1991年9月  | 最後的裁判            | 飛羚唱片     | 曲目 1. 最後的裁判 2. 咱來乾杯不可醉 3. 不敢回頭擱一擺（feat.張秀卿） 4. 歌聲寄給你 5. 我的理想 6. 不免越頭做你去 7. 我也甘願 8. 這段感情太神秘 9. 可愛的愛 10. 對不起你 11. 講祙出心内話 12. 最後的裁判（音樂） |
| 1991年     | 讓我走吧愛人          | 瑞華唱片     | 曲目 1. 讓我走吧 ! 愛人 2. 堅強的背後 3. 妳是我的最愛 4. 我不願再錯 5. 愛妳難道錯 6. 何必留住妳 7. 迷樣的結局 8. 為了將來 9. 就在這一夜 10. 忘了誰是誰 |
| 1992年     | 五個女唱將            | 名冠唱片     | 曲目 1. 小姐請你給我愛（feat.王瑞霞） 2. 惜別的晚暝（feat.陳盈潔） 3. 雙人枕頭（feat.陳小雲） 4. 你是我的生命（feat.陳盈潔） 5. 希望的期待（feat.王瑞霞） 6. 月圓思情（feat.林淑容） 7. 無緣的愛（feat.林淑容） 8. 誰人叫你愛著行船人（feat.張秀卿） 9. 今夜又擱塊落雨（feat.張秀卿） 10. 期待再相會（feat.陳小雲） |
| 1992年     | 細妹按靚              | 名冠唱片     | 曲目 1. 細妹按靚（台語） 2. 寂寞英雄 3. 亂世紅塵 4. 故鄉的月 5. 甭問阮的名 6. 細妹按靚（客語） 7. 請你講清楚 8. 猶原在夢中 9. 台北迎城隍 10. 水中煙 |
| 1992年     | 羅時豐 台語精選       | 寶麗金唱片   | 曲目 1. 港邊甘是男性傷心的所在 2. 買醉 3. 男兒本色 4. 月圓時 5. 台北的半暝 6. 最後的裁判 7. 只有孤單陪伴我 8. 再三誤解 9. 今夜又擱為你醉 10. 男性的氣概 11. 今夜我要醉 12. 澎湖菜瓜 - 雜唸 |
| 1992年     | 羅時豐 國語精選       | 寶麗金唱片   | 曲目 1. 無言的結局 2. 顫抖的傷痛 3. 給你 4. 夜空 5. 相逢夕陽下 6. 今生沒有緣 7. 善變的臉 8. 另一個結局 9. 真情要珍惜 10. 一生一世的愛 11. 誰來愛我 12. 襟裳岬 |
| 1993年     | 五個女唱將2           | 名冠唱片     | 曲目 1. 進退攏為難（feat.陳亞蘭、王瑞霞） 2. 講什麼昨暝歹勢（feat.陳小雲） 3. 茶室春秋（feat.田路路） 4. 重逢高雄港（feat.陳小雲） 5. 憂愁的牡丹（feat.田路路） 6. 見面三分情（feat.王瑞霞） 7. 尪某心（feat.陳亞蘭） 8. 酒後的心聲（feat.林淑容） 9. 祝福（feat.王瑞霞） 10. 寂寞的城市（feat.林淑容） |
| 1994年5月  | 茫茫到深更            | 名冠唱片     | 曲目 1. 茫茫到深更 2. 害我心肝丟三下 3. 一心分兩人 4. 緣未盡 情難離 5. 欠你太多 6. 真情 7. 相愛不是傷害 8. 愛情來拖磨 9. 天意 10. 一去不回頭 |
| 1995年     | 五個女唱將3           | 名冠唱片     | 曲目 1. 夢中情（feat.王瑞霞） 2. 冬天過了是春天（feat.江念庭） 3. 愛情的酒攏未退（feat.金佩姍） 4. 愛難忘情難忘（feat.林姍） 5. 天涯總有相會時（feat.張瀛仁） 6. 情雨亂亂飛（feat.王瑞霞） 7. 面紅紅（feat.張瀛仁） 8. 心事放乎伊飛（feat.江念庭） 9. 醉歸暝（feat.林姍） 10. 阮不是故意（feat.金佩姍） |
| 1995年4月  | 流金歲月              | 寶麗金唱片   | 曲目 1. 無言的結局（feat.林淑容） 2. 顫抖的傷痛 3. 今生沒有緣 4. 善變的臉 5. 另一個結局（feat.林淑容） 6. 一生一世的愛 7. 港邊甘是男性傷心的所在 8. 買醉 9. 今夜又擱為你醉 10. 男兒本色 11. 月圓時 12. 台北的半暝 |
| 1996年2月  | 望酒來作膽            | 名冠唱片     | 曲目 1. 望酒來作膽 2. 茫茫到深更 3. 細妹按靚 4. 一心分兩人 5. 害我心肝丟三下 6. 寂寞英雄 7. 小姐請你給我愛（feat.王瑞霞） 8. 夢中情（feat.王瑞霞） 9. 進退攏為難 10. 見面三分情 11. 講什麼昨暝歹勢（feat.陳小雲） 12. 冬天過了是春天（feat.江念庭） |
| 1996年2月  | 感情到最後            | 金瓜石唱片   | 曲目 1. 感情到最後 2. 等你幾落冬 3. 圓仔花與少年家 4. 不願放開你的手 5. 黃昏雨 6. 甭講也罷 7. 祙凍愛的人 8. 枉費 9. 酒茫心也茫 10. 往事就是我的安慰 |
| 1996年12月 | 放祙落心              | 晶晶唱片     | 曲目 1. 放祙落心 2. 英雄難過美人關（feat.林孟婕） 3. 祙當擱愛的人 4. 泡茶 5. 講情講愛 6. 愛妳無後悔 7. 一生的愛留乎妳作伴 8. 枉費真心對待妳 9. 我比妳擱恰難過 10. 愛情鹹酸甜 |
| 1997年12月 | 羅時豐vs五味女聲      | 晶晶唱片     | 曲目 1. 尚界秋趒（feat.小辣椒） 2. 小姐咱是尚速配（feat.關琍菱） 3. 愛情這呢苦（feat.林孟婕） 4. 想厝的心情（feat.王淑貞） 5. 繁華攏是夢（feat.林孟婕） 6. 愛情限時批（feat.晏羚） 7. 含淚跳恰恰（feat.晏羚） 8. 苦酒的探戈（feat.關琍菱） 9. 阮的最愛（feat.王淑貞） 10. 隨緣（feat.小辣椒） |
| 1998年10月 | 無情的電影票          | 大羅唱片     | 曲目 1. 一見鍾情 2. 無情的電影票 3. 相逢有樂町 4. 歹命阿狗兄 5. 田庄兄哥 6. 快樂的馬車 7. 椰子樹下 8. 太太的生日 9. 文雅灣梭羅 10. 計程車司機之戀（feat.小辣椒） 11. 麻雀李仔歌聲 12. 一隻鳥仔 |
| 1999年8月  | 20世紀台語經典實錄 壹 | 和家富多媒體 | 曲目 A 1. 可憐的戀花再會吧 2. 黃昏的故鄉 3. 戀歌 4. 暗淡的月 5. 溫泉鄉的吉他 6. 媽媽歌星 7. 素蘭小姐要出嫁 8. 流浪吉普賽姑娘 9. 墓仔埔也敢去 10. 悲情的城市 B 1. 人生 2. 再會夜港都 3. 哀愁的火車站 4. 愛的呼聲 5. 長崎蝴蝶姑娘 6. 走馬燈 7. 離別之夜 8. 台北發的尾班車 9. 媽媽我也真勇健 10. 十八姑娘一朵花 |
| 1999年3月  | 豐動天下              | 常夏音樂     | 曲目 A 1. 茫茫到深更 2. 無情的電影票 3. 小姐請你給我愛（feat.王瑞霞） 4. 放祙落心 5. 英雄難過美人關（feat.林孟婕） 6. 愛妳無後悔 7. 尚界秋趒（feat.小辣椒） 8. 夢中情（feat.王瑞霞） 9. 細妹按靚 10. 椰子樹下（feat.同班同學） B 1. 無言的結局（feat.林孟婕） 2. 感情到最後 3. 圓仔花與少年家（feat.小辣椒） 4. 愛情這呢苦（feat.林孟婕） 5. 不願放開你的手 6. 小姐咱是尚速配（feat.關琍菱） 7. 買醉 8. 一見鍾情 9. 港邊甘是男性傷心的所在 10. 泡茶 |
| 2000年1月  | 感心感謝              | 金瓜石唱片   | 曲目 1. 冇共樣的人 2. 伴（感謝版） 3. 酸甘甜 4. 乎我疼惜妳 5. 目屎擦乎乾 6. 一個人傷心 7. 自己嚇自己 8. 怪我自己 9. 心肝 10. 找無伊 11. 走一步哭一聲 12. 伴（感心版） 13. 酸甘甜（feat.阿弟仔） 14. 怪我自己（卡拉） |
| 2002年6月  | 唱歌的人              | 貝特音樂     | 曲目 1. 夜空 2. 祈禱 3. 今天不回家 4. 姑娘十八一朵花 5. 明日天涯 6. 靜心等 7. 一滴朝露 8. 那年去看山 9. 日出日落是春秋 10. 朋友（feat.張鐵林） 11. 無言的結局（feat.林淑容） |
| 2003年2月  | 一時之選              | 環球國際     | 曲目 1. 誰來愛我 2. 我沒有騙你 3. 有真情有活力 4. 溫暖的秋天 5. 夜空 6. 不如歸去 7. 心影 8. 恨你不回頭 9. 愛你愛在心坎裡 10. 浪子淚 11. 幾時再回頭 12. 告訴你愛的時候 13. 淚的小雨 14. 往日的痕跡 15. 喝采 16. 襟裳岬 17. 誰能禁止我的愛 |
| 2005年11月 | 傷心舞台              | 全員集合     | 曲目 1. 傷心舞台（feat.黃連煜） 2. 難忘的情歌 3. 再相會 4. 心內批 5. 太陽傘 6. 祝福過去 7. 紅海（feat.張秀卿） 8. 世間路 9. 傷心傷情歌 10. 愛到沒性命 11. 毛線衣 12. 雄雄想到你 13. 傷心舞台 14. 紅海（卡拉） 15. 心內批（卡拉） 16. 傷心舞台（卡拉） |
| 2008年3月  | 男人的汗              | 豪記唱片     | 曲目 1. 紅顏 2. 男人的汗 3. 你咁有塊聽 4. 代替（feat.大芭） 5. 證明（feat.黃思婷） 6. 心事 7. 愛妳在心底 8. 溫暖 9. 有緣來做伙 10. 最後的溫柔 11. 紅顏（卡拉） 12. 男人的汗（卡拉） |
| 2009年5月  | 望天                  | 豪記唱片     | 曲目 1. 望天 2. 郎啊（feat.龍千玉） 3. 人在他鄉 4. 伴花 5. 風流（feat.大芭） 6. 相思批 7. 失戀雨 8. 半屏月 9. 愛放袂開 10. 又見阿郎（feat.龍千玉）國語 |
| 2010年7月  | 不曾說愛你            | 豪記唱片     | 曲目 1. 望鄉 2. 不曾說愛你 3. 不免驚（feat.林良歡） 4. 不能沒你 5. 痛千年 6. 返來阮身邊 7. 愛妳千萬年 8. 為情苦 9. 痴心無解 10. 陪伴你一生 |
| 2011年4月  | 男兒淚                | 豪記唱片     | 曲目 1. 男兒淚 2. 不曾說愛你 3. 望天 4. 男人的汗 5. 郎啊（feat.龍千玉） 6. 紅顏 7. 不甘妳哭（feat.張秀卿） 8. 望鄉 9. 代替（feat.大芭） 10. 人在他鄉 11. 不免驚（feat.林良歡） 12. 你咁有塊聽 13. 證明（feat.黃思婷） 14. 親人 15. 堅定 16. 捶心肝 |
| 2011年11月 | 再愛一次              | 豪記唱片     | 曲目 1. 錯過你我不要 2. 再愛一次（feat.林淑容） 3. 愛到天荒地老（feat.龍千玉） 4. 大牛愛小馬（feat.張秀卿） 5. 廈門碼頭 6. 一生的選擇 7. 在夢裡 8. 為愛亮 9. 永生難忘 10. 愛的回憶 11. 幕後花絮 12. 再愛一次（MV） |
| 2011年     | 最想妳的時候          | 瑞華唱片     | 曲目 1. 最想妳的時候 2. 所以，我走 3. 男子漢 4. 說是愛情 5. 能不能留住妳 6. 靠自己才會贏 7. 離家幾百里 8. 感傷的出航 9. 春天裡的冬天 10. 離開妳不是故意 |
| 2012年9月  | 人生一首歌            | 豪記唱片     | 曲目 1. 卡想也是你 2. 人生一首歌（feat.江志豐） 3. 同齊承擔 4. 夜鳥 5. 細妹請問你 6. 石頭也會軟心肝 7. 暗叫你的名 8. 無情緊離開 9. 紅樓夢 10. 相思曲 |
| 2012年10月 | 陪伴妳到老            | 豪記唱片     | 曲目 1. 陪伴妳到老（feat.林淑容） 2. 沒你的歌沒你的我（feat.龍千玉） 3. 幸福歌聲（feat.張秀卿） 4. 日出光彩（feat.海倫清桃） 5. 天甲地（feat.黃思婷） 6. 感謝我有你（feat.林姍） 7. 今生緣（feat.陳思安） 8. 媒人嘴（feat.薛珮潔） 9. 彩色的春天（feat.唐儷） 10. 煽動的風（feat.林良歡） |
| 2014年1月  | 蝴蝶                  | 豪記唱片     | 曲目 1. 蝴蝶 2. 曖昧 3. 像我這樣的男人 4. 擦掉彼句我愛你 5. 我愛唱歌 6. 叫著你的名 7. 天黑一屏 8. 辛苦是阿爸的名 9. 有你也孤單 10. 人心 |
| 2015年4月  | 英雄好漢              | 豪記唱片     | 曲目 1. 在所不惜（國） 2. 英雄好漢 3. 傷心的歌名 4. 我的傷心誰人知（feat.陳淑萍） 5. 小姐已經給我愛 6. 無聲的祝福 7. 愛 8. 你的愛情戲 9. 雨落故里（國） 10. 愛情的路（feat.楊靜） |
| 2016年5月  | 愛那麼痛              | 豪記唱片     | 曲目 1. 紅花 2. 愛那麼痛 3. 凡間 4. 對了錯了（國） 5. 心疼心 6. 阿公的老吉他 7. 迷魂探戈 8. 我有一句話 9. 華佗 10. 想要為你唱一首歌 |
| 2017年8月  | 是不是老了            | 海蝶音樂     | 曲目 1. 單向人生（八大戲劇台《拜託媽媽》&《真假貴公子》片尾曲、東森戲劇台《浪漫醫生金師傅》片頭曲） 2. Relax 3. 後台 4. 回到80跳一下 5. 是不是老了 6. 為了什麼（八大戲劇台《真假貴公子》片尾曲） 7. 做人不要太過份 8. 天黑就想醉 9. 在路 10. 深夜麵攤 |
| 2020年4月  | 體驗                  | 海蝶音樂     | 曲目 1. 體驗 2. 再不相愛就老了 3. 為你著迷（feat.卓文萱） 4. 我的FU 5. 辜負 6. 飢 7. 難得（台視八點檔連續劇《情·份》片尾曲） 8. 被老擊敗 9. 牽手走過 10. 為你命名 |
| 2022年5月  | 我們擁有多少才夠      | 環球唱片     | 我們擁有多少才夠 |
| 2022年7月  | 讓我照顧你            | 環球唱片     | 讓我照顧你 |
| 2023年12月 | 巴蕊                  | 環球唱片     | 巴蕊 |

## 戲劇作品

### 電影
| 年份   | 片名           | 角色             |
| 1989年 | 《過河小卒》   | 羅志成（莫驚）   |
| 1992年 | 《賭鬼總動員》 | 白白             |
| 1997年 | 《英雄向後轉》 | 陳志榮（西巴拉） |
| 1998年 | 《俠盜正傳》   | 紅龜             |
| 2019年 | 《大三元》     | 麻雀伯           |

### 電視劇
| 年份                         | 頻道                   | 劇名                   | 角色         |
|                              | 台視                   | 《乘龍快婿》           |              |
|                              | 台視                   | 《布袋和尚－吉人天相》 | 李來土       |
| 2015年7月22日－2016年1月21日 | 台視                   | 《天若有情》           | 李振揚       |
|                              | 台視                   | 《歡樂英雄》           | 江大牛       |
|                              | 台視                   | 《望鄉》               | 彭大海       |
|                              | 台視                   | 《少年史艷文》         | 劉三         |
| 2018年4月18日－2018年7月11日 | 台視                   | 《情·份》              | 王永堂       |
|                              | 華視                   | 《花蕊戀春風》         |              |
| 1990年6月21日－1990年8月15日 | 華視                   | 《追妻三人行大運》     | 廖添丁       |
|                              | 華視                   | 《天才保母》           |              |
| 2007年                       | 公視                   | 《別再叫我外籍新娘》   | 阿欽         |
| 2011年                       | 中天娛樂台             | 《戀戀阿里山》         | 阿德         |
|                              | 大愛電視               | 《金山與麗嬌》         |              |
|                              | 大愛電視               | 《望海》               | 少年李宗吉   |
| 2012年5月21日-2012年6月8日   | 大愛電視               | 《我愛波麗士》         | 藍振順       |
| 2012年10月15日-2012年11月2日 | 大愛電視               | 《老人老車老朋友》     | 曾益冰       |
|                              | 客家電視台             | 《老嫩大細》           |              |
|                              | 客家電視台             | 《油桐花之戀》         |              |
|                              | 客家電視台             | 《木觀音》             |              |
|                              | 客家電視台             | 《瀰濃戀情》           | 郭火顺       |
| 2009年10月7日－2009年11月3日 | 客家電視台             | 《流漂子》             | 羅傑         |
| 2004年2月24日－2005年6月22日 | 三立台灣台             | 《台灣龍捲風》         | 蔡明揚       |
| 2007年9月19日－2008年6月25日 | 三立台灣台             | 《我一定要成功》       | 張冠軍       |
| 2009年3月20日－2009年7月31日 | 三立都會台             | 《比賽開始》           | 吳俊雄       |
| 2005年5月7日－2005年9月4日   | 民視                   | 《浪淘沙》             | 淡水中學校長 |
| 2016年1月10日－2016年4月10日 | 民視                   | 《新娘嫁到》           | 訓導主任     |
| 2014年3月16日－2014年7月6日  | TVBS歡樂台、華視主頻   | 《A咖的路》            | 計程車司機   |
| 2021年1月31日－2021年5月2日  | 八大戲劇台、衛視中文台 | 《她們創業的那些鳥事》 | 陈火木       |

## 主持作品

### 節目主持
| 頻道           | 節目                    |
| -------------- | ----------------------- |
| 台視           | 《周五狂歡夜》          |
| 台視           | 《鄉親逗陣行》          |
| 台視           | 《台視群星會》          |
| 中視           | 《金嗓金賞》            |
| 華視           | 《綜藝女人國》          |
| 華視           | 《我愛龍珠》            |
| 華視           | 《週末快樂頌》          |
| 客家電視台     | 《鬧熱打擂台》          |
| 客家電視台     | 《鄉親逗鬧熱》          |
| 客家電視台     | 《客家金曲》            |
| 客家電視台     | 《我們的鄉情 我們的歌》 |
| 客家電視台     | 《台灣情 客家歌》       |
| 八大電視       | 《黃金演歌秀》          |
| 八大電視       | 《綜藝三劍客》          |
| 台灣藝術電視台 | 《台灣歌謠三百年》      |
| 海峽衛視       | 《金榜強強滾》          |
| 緯來綜合台     | 《我是美喉王》          |
| 東森綜合台     | 《今晚開讚吧》          |
| Youtube        | 《羅時豐DL.不務正Ya》   |
| Youtube        | 《大牛比較懶》          |

### 頒獎典禮
| 年份   | 節目                 | 頻道 | 搭檔     |
| ------ | -------------------- | ---- | -------- |
| 2022年 | 第33屆金曲獎頒獎典禮 | 台視 | 個人主持 |

## 廣告代言
- 2003/2018年：五洲製藥斯斯感冒膠囊[5][6][24][25]
- 2020年：艾肯娛樂手機遊戲《我的起源》
- 2022年：SayYo Game手機遊戲《野蠻世界娛樂城》
- 2022年：53.2度緞金龍金門高粱酒
- 2022年：樂特甘草喉糖
- 2022年：台灣立適得《立適得小紅丸》
- 2023年：OK忠訓國際《你的貸款理財教練》
- 2024年：轟天騎士團《轟天騎士聯盟》
- 2024年：蝦皮購物《免運dan時豐》
- 2024年：勇信貿易總代理《睦樂鱈魚肝油》
- 2025年：三洋維士比集團《國安優體利》長壽長照篇

## 獎項

### 金曲獎
| 年份   | 獲提名                    | 獎項                            | 結果 |
| ------ | ------------------------- | ------------------------------- | ---- |
| 2001年 | 《感心感謝》 緯東有限公司 | 第12屆金曲獎 最佳方言男演唱人獎 | 獲獎 |
| 2004年 | 《唱歌的人》 倍特音樂     | 第15屆金曲獎 最佳台語男演唱人獎 | 提名 |
| 2006年 | 《傷心舞台》 優樂多媒體   | 第17屆金曲獎 最佳台語男演唱人獎 | 提名 |
| 2015年 | 《英雄好漢》 豪記唱片     | 第26屆金曲獎 最佳台語男歌手獎   | 提名 |
| 2017年 | 《愛那麼痛》 豪記唱片     | 第28屆金曲獎 最佳台語男歌手獎   | 提名 |

### 金鐘獎
| 年份   | 獲提名                    | 獎項                          | 結果 |
| ------ | ------------------------- | ----------------------------- | ---- |
| 1997年 | 《金嗓金賞》 中國電視公司 | 第32屆金鐘獎 綜藝節目主持人獎 | 獲獎 |

### 中華民國勳章獎章
- 二等客家事務專業獎章（2023年12月28日於新北市典華會館頒授[26]）

## 外部連結
- 羅時豐牛棚的Facebook專頁
- 羅時豐在香港影庫上的簡介
- 羅時豐在豆瓣上的资料（简体中文）
- 羅時豐在时光网上的簡介（简体中文）
- 羅時豐：台灣電影網 （页面存档备份，存于）